# 孔繼汾
孔繼汾（1725年6月12日—1786年9月27日），字體儀，號止堂，清朝政治人物。

## 生平
生於清雍正三年（1725年）五月二日戌時，自幼博聞強記，書法與江南梁同書齊名，世稱「南梁北孔」。清乾隆十二年舉人，乾隆十三年（1748年），乾隆初幸曲阜祭孔，由繼汾引駕，講解《中庸》，頗得皇帝賞識，授內閣中書補戶部廣西司主事，後入選軍機處行走，官至戶部主事。乾隆十九年，被命隨軍籌餉。
乾隆四十九年（1784年），孔繼汾因編寫《孔氏家儀》，被族人孔繼戍告發篡改《大清會典》，獲罪西戌新疆伊犁。經其次子孔廣森借貸贖出後，遂雲遊四海。乾隆五十一年（1786年）八月六日戌時卒於杭州梁同书家中。葬於曲阜城西犁鏵店村南。四年之後，歸葬於曲阜城西大柳村。著作有《闕里文獻考》100卷，《孔氏家儀》14卷，《樂舞全譜》2卷，《匡儀糾謬集》3卷，《行余詩草》2卷，併校刻《文獻通考序》1卷。

## 家族
六十八代衍聖公孔傳鐸之四子，孔子六十九代孫。